# Canariella fortunata
Canariella fortunata е вид охлюв от семейство Hygromiidae. Видът е уязвим и сериозно застрашен от изчезване.

## Разпространение и местообитание
Разпространен е в Испания (Канарски острови).
Обитава храсталаци, крайбрежия и плажове в райони с умерен климат.